# 佐藤陽子 (ヴァイオリニスト)
佐藤 陽子（さとう ようこ、1949年（昭和24年）10月14日 - 2022年（令和4年）7月19日）は、日本人ヴァイオリニスト、声楽家、エッセイストである。

## 来歴
1949年、福島県福島市に生まれる。3歳よりヴァイオリンを始める。1958年に来日中のレオニード・コーガンに公開レッスンで才能を認められ、翌1959年よりソビエト連邦文化省の招きを受けてソビエト連邦へ渡った。ソ連政府の給費留学生としてモスクワ音楽院附属音学校に進学、コーガンに師事した。1962年4月にキリル・コンドラシンの指揮によりモスクワデビューを果たし、1966年6月にはチャイコフスキー国際コンクールに出場して第3位に入賞した。同年9月からはモスクワ音楽院に進学し、在学中の1969年にはパリのロン＝ティボー国際コンクールで第3位に入賞した。1971年にモスクワ音楽院を首席で卒業した後、フランスに留学して翌1972年より晩年期のヨゼフ・シゲティの門を叩く。同年10月のパガニーニ国際コンクールで第2位に入賞した。同年のヨーロッパ演奏旅行の際に、マリア・カラスに声楽の分野での資性も認められた。カラスの唯一の弟子として声楽を学び、1975年10月にはルーマニアのブカレスト国立歌劇場から「蝶々夫人」でオペラ歌手としてデビューし、喝采を受けた。1977年にはソプラノ歌手としてジュゼッペ・ディ・ステファーノらと共演した。
1976年に帰国し、アーティストとしての演奏活動のかたわら、エッセイの執筆やミュージカル歌手としてタレント活動も続けた。私生活ではパリで知り合った外務官僚・岡本行夫と大恋愛の末に24歳で結婚するも、池田満寿夫とローマで運命的な出会いをし1979年に岡本とは離婚している。同年池田と共同で個人事務所「M＆Y事務所（有）」を設立した。1980年に池田と結婚を「宣言」、同年1月には高橋三千綱、戸川昌子らの発起により、結婚披露パーティーが開かれた。池田の撮影モデルを務めるなどもし、しばしば芸能界でもおしどり夫婦として話題になったが、池田側の事情によって、両者が正式の夫婦になったことは一度もなかった。池田が死去する前後の一時期は演奏活動が停滞したが、後には、レクチャー・コンサートや慈善演奏会、ワークショップにおける青少年の指導に力を注いだ。池田とパートナーとなった後の1982年に静岡県熱海市へ居を移し、1997年の池田死去後は自宅や池田が作陶の場とした「満陽工房」を熱海市に寄贈したが、以降も晩年まで熱海で過ごした。その後、海光町の自宅は「池田満寿夫・佐藤陽子 創作の家」として、下多賀の工房は「池田満寿夫記念館」として熱海市より公開された。
2022年7月19日、肝臓がんのため、静岡県熱海市内の病院で死去した。72歳没。訃報は同年8月1日に明らかになった。

## 著書
- 『17の変奏曲 佐藤陽子のG線対談』読売新聞社 1979
- 『音楽のある街角』講談社 1980
- 『スポット・ライト 音楽のきこえる話』角川文庫 1981
- 『Masuo my love』ケイエスエス 1998

### 共編著
- 『昼の眠りと夜の目醒め』池田満寿夫共著 講談社 1979
- 『食后のラブレター』池田満寿夫共著 主婦の友社 1984
- 『クライマックスはご一緒に いつまでも"男と女"でいるための愛し方』池田満寿夫共著 主婦と生活社 1986
- 『こういう女ならすべて失ってもいい』池田満寿夫共著 青春出版社 1988　のち文庫
- 『20世紀レコード・ジャケット傑作集』池田満寿夫共監修・選 毎日新聞社 1998
- 『池田満寿夫愛のありか』編 二玄社 2002

## 出演

### バラエティ
- 象印クイズヒントでピント（1979年3月4日（第1回） - 1980年3月30日（第53回）、テレビ朝日） - 女性軍初代2枠レギュラー解答者[註 1][註 2]

### ドラマ
- 大奥 第44話（1984年、関西テレビ） - おらん 役
- 月曜ドラマランド「奥様は不良少女!? おさな妻」（1985年4月10日、フジテレビ）

### CM
- 金印 金印わさび（1988年)※池田満寿夫と共演。
- ツクダオリジナル「オセロゲーム」(1990年)※池田と共演。
- ジョンソン「ガラスクルー・住まいクルーペーパータイプ」※池田と共演。

### ドキュメンタリー
- 池田満寿夫-NHK

### 註釈
1. ↑  1989年10月15日放送の「500回記念大会」には浅井慎平とペアで出演した。
2. ↑  1994年、番組700回記念大会にもOBチームメンバーとして柳家小三治とペアで出演した。